# Saint-Laurent-de-la-Prée
Saint-Laurent-de-la-Prée ist eine französische Gemeinde mit 2.285 Einwohnern (Stand: 1. Januar 2022) im Département Charente-Maritime in der Region Nouvelle-Aquitaine. Fouras gehört zum Arrondissement Rochefort und zum Kanton Châtelaillon-Plage. Die Einwohner werden Saint-Laurentais genannt.

## Geographie
Saint-Laurent-de-la-Prée liegt nahe dem Atlantischen Ozean (etwa 1,5 Kilometer westlich). Im Süden der Gemeinde verläuft der Fluss Charente, in den hier der Devise mündet. Umgeben wird Saint-Laurent-de-la-Prée von den Nachbargemeinden Yves im Norden, Breuil-Magné im Osten, Vergeroux im Osten und Südosten, Saint-Nazaire-sur-Charente im Süden, Port-des-Barques im Südwesten (auf der anderen Seite des Charenteästuars) und Fouras im Westen. 
Durch die Gemeinde führt die Route nationale 137.

## Bevölkerungsentwicklung
| Jahr                       | 1962 | 1968 | 1975 | 1982  | 1990 | 1999 | 2006 | 2019 |
| Einwohner                  | 836  | 857  | 848  | 1.075 | 1256 | 1347 | 1646 | 2214 |
| Quellen: Cassini und INSEE |      |      |      |       |      |      |      |      |

## Sehenswürdigkeiten
- Dolmen (Pierres Closes von Charas), seit 1889 Monument historique
- Kirche Saint-Laurent
- Ehemalige Molkerei

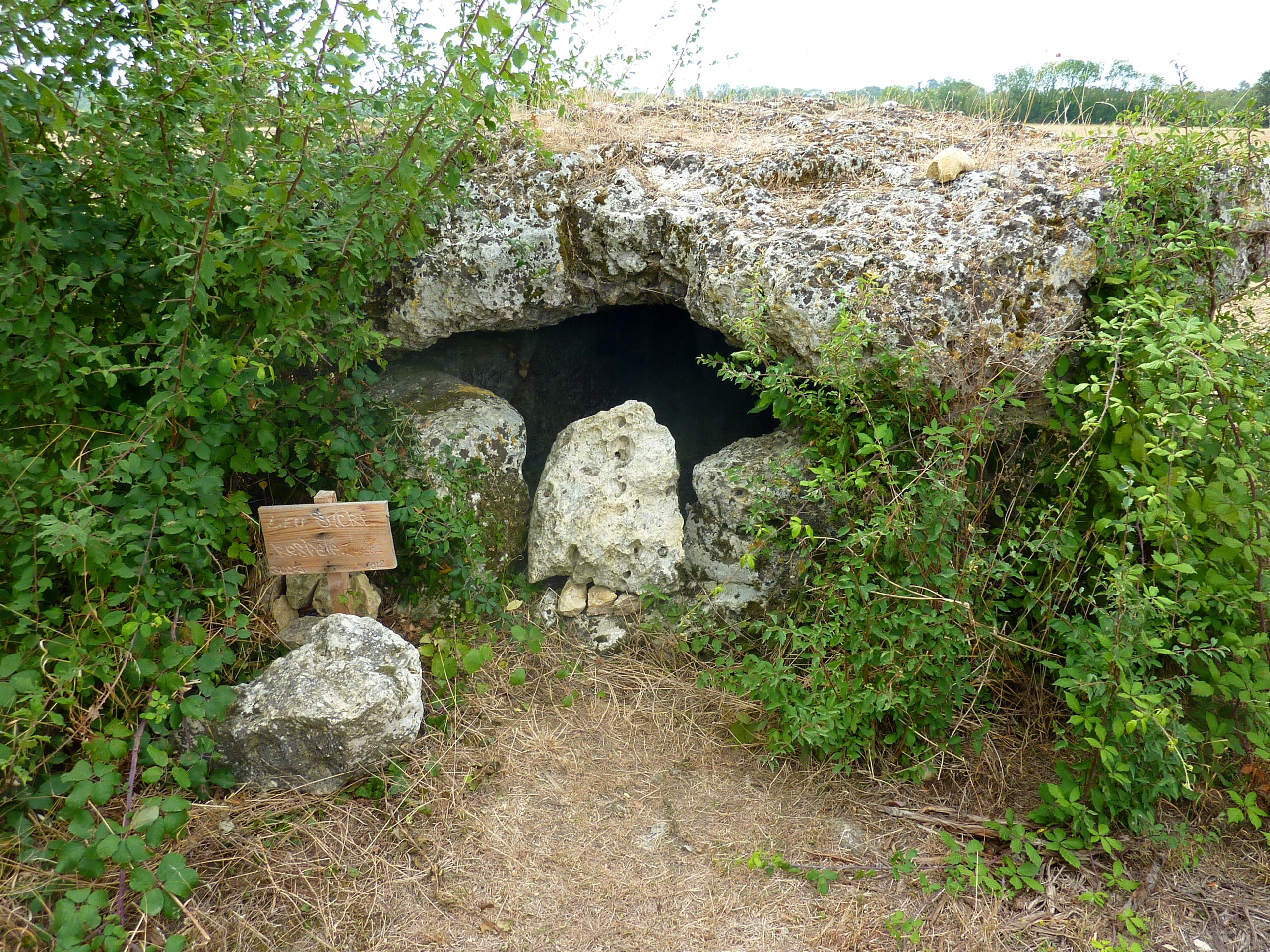
Dolmen
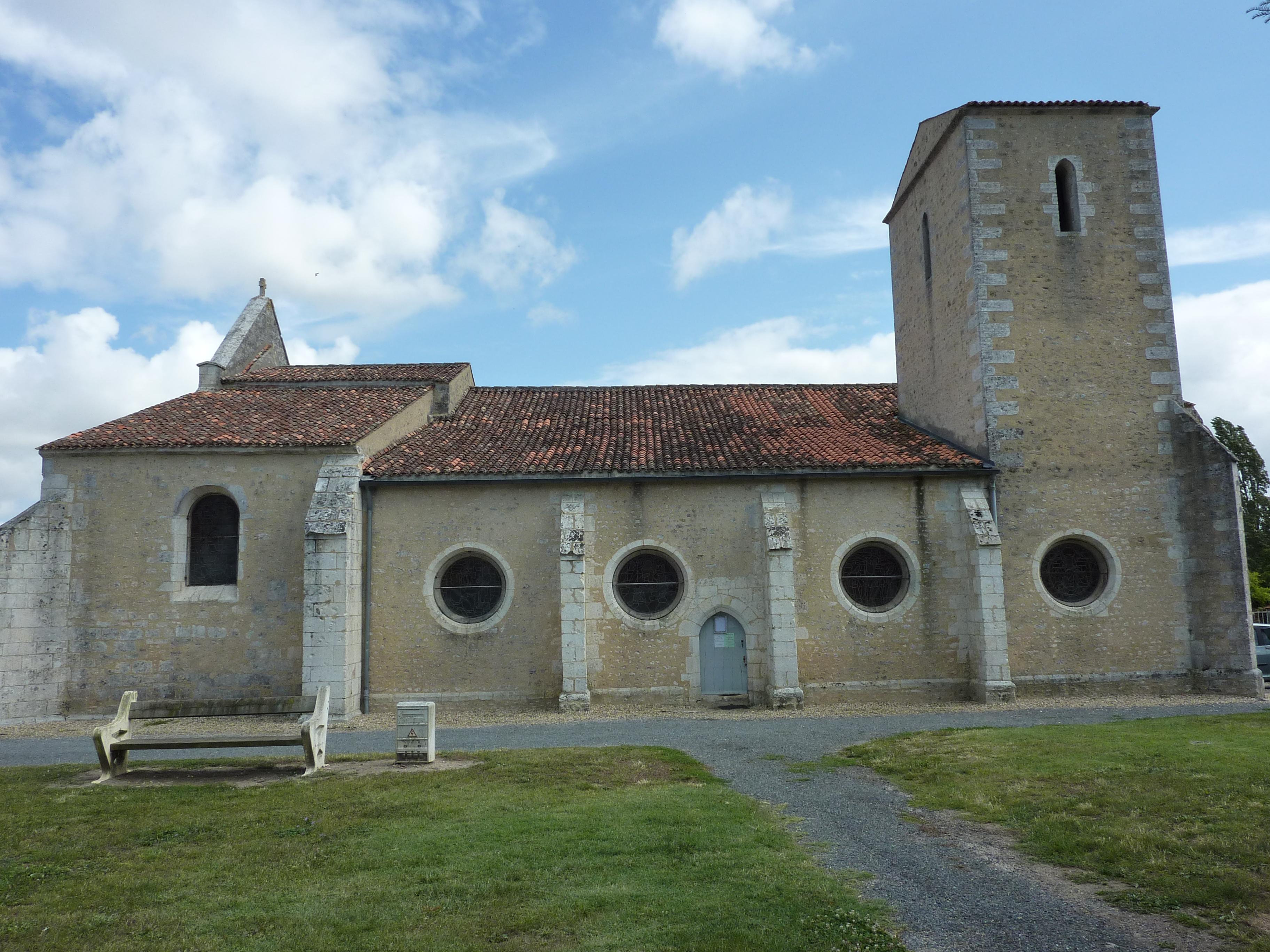
Kirche Saint-Laurent
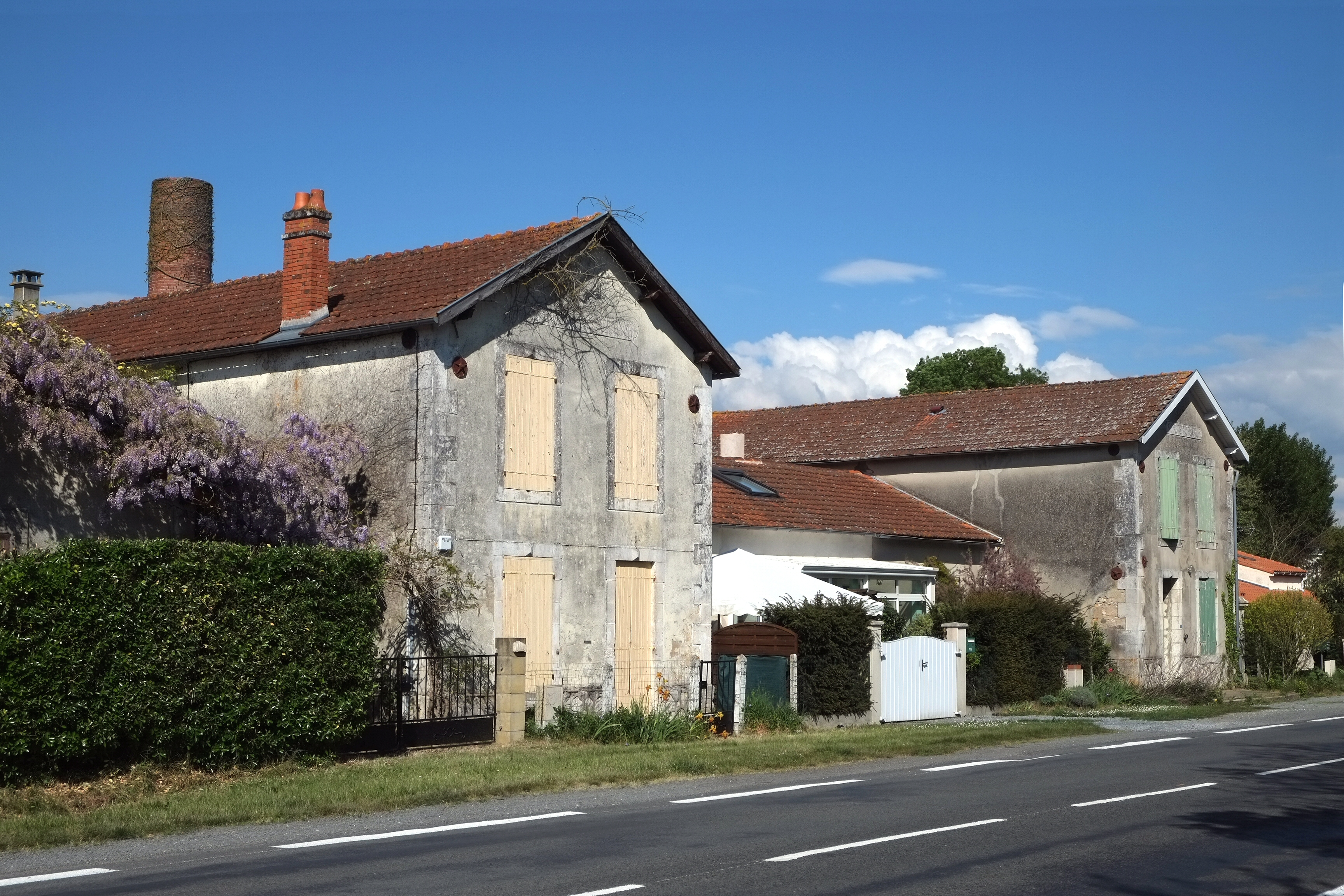
Ehemalige Molkerei